# 이원발
이원발(본명: 이희정, 1958년 7월 3일 ~ )은 대한민국의 배우이다. 1978년 연극배우로 데뷔하였다. 1982년도 KBS 공채 탤런트 9기이다. 2015년 1월부터 KBS탤런트극회 부회장을 지내고 있다.

## 출연작

### 텔레비전 드라마
- 2021년 KBS 《태종 이방원》 - 이화 역
- 2018년 KBS 《KBS 드라마 스페셜 - 엄마의 세 번째 결혼》
- 2015년 KBS 《장사의 신 - 객주 2015》 - 양범 역
- 2015년 KBS 《징비록》 - 석성 역
- 2013년 MBC 《황금 무지개》 - 박웅 역
- 2013년 KBS 《대왕의 꿈》 - 김품일 역
- 2011년 KBS 《광개토태왕》 - 모두영 역
- 2010년 KBS 《근초고왕》 - 현위 역
- 2010년 KBS 《전우》 - 참모장 역
- 2009년 KBS 《천추태후》 - 유방 역
- 2008년 KBS 《대왕 세종》 - 박실 역
- 2006년 KBS 《소문난 칠공주》 - 대대장 역
- 2006년 KBS 《대조영》 - 온사문 장군 역
- 2006년 KBS 《서울 1945》 - 이현상 역
- 2005년 KBS 《부활》 - KSB보도국장 역
- 2005년 KBS 《해신》 - 신라군 벽주 역
- 2005년 KBS 《불멸의 이순신》 - 윤근수 역
- 2003년 KBS 《무인시대》 - 김교위 역
- 2003년 SBS 《올인》
- 2003년 SBS 《야인시대》 - 사고야마 역
- 2002년 KBS 《장희빈》 - 승정원 승지 역
- 2002년 KBS 《제국의 아침》 - 우장군 역
- 2002년 KBS 《겨울연가》 - 학생주임 선생님 역
- 2000년 KBS 《천둥소리》 - 임해군 역
- 2000년 KBS 《가을동화》 - 호텔 지배인 역
- 2000년 KBS 《태조 왕건》 - 환향식 역
- 1997년~1998년 KBS 《신세대 보고 - 어른들은 몰라요》
- 1996년 KBS 《첫사랑》 - 성찬혁의 담당 형사 역
- 1996년 KBS 《찬란한 여명》
- 1995년 KBS 《바람은 불어도》
- 1993년 MBC 《산바람》
- 1990년 KBS 《야망의 세월》 - 안기부 차장 역
- 1990년 KBS 《꽃 피고 새 울면》
- 1987년 KBS 《사모곡》
- 1985년 KBS 《별을 쫓는 야생마》
- 1985년 KBS 《즐거운 우리집》

### 연극
- 《맹 진사 댁 경사》
- 《쫄병수첩》
- 《말괄량이 길들이기》
- 《깻잎전쟁》

### 기타
- 2019년 귀주대첩 승전 1000주년 기념 관악 강감찬 축제 - 강감찬 역

## 홍보대사
- 2019년 4월 파주시 홍보대사 위촉[2]
- 2009년 10월 논산시 농촌마을개발사업 홍보대사 위촉[3]
- 2009년 안면도 국제 꽃박람회' 홍보대사 위촉[4]